# Samba (India)
Samba è una città dell'India di 19.961 abitanti, capoluogo del distretto di Samba, nel territorio del Jammu e Kashmir. In base al numero di abitanti la città rientra nella classe IV (da 10.000 a 19.999 persone).

## Geografia fisica
La città è situata a 32° 34' 0 N e 75° 7' 0 E e ha un'altitudine di 383 m s.l.m..

## Società

### Evoluzione demografica
Al censimento del 2001 la popolazione di Samba assommava a 19.961 persone, delle quali 13.020 maschi e 6.941 femmine. I bambini di età inferiore o uguale ai sei anni assommavano a 1.954, dei quali 1.090 maschi e 864 femmine. Infine, coloro che erano in grado di saper almeno leggere e scrivere erano 15.628, dei quali 10.887 maschi e 4.741 femmine.